# Rich Internet Application Toolkit
Pour les articles homonymes, voir Rialto.
Rich Internet Application Toolkit (Rialto) est un framework (cadriciel) JavaScript orienté vers les applications de gestion proposant un ensemble de composants d'IHM pouvant utiliser Ajax. Ce framework est compatible avec Firefox et Internet Explorer.
Initialement, Rialto a été conçu à l'Institut Gustave-Roussy (IGR) pour des besoins internes de développement. Puis, Rialto a été placé sous licence Apache.

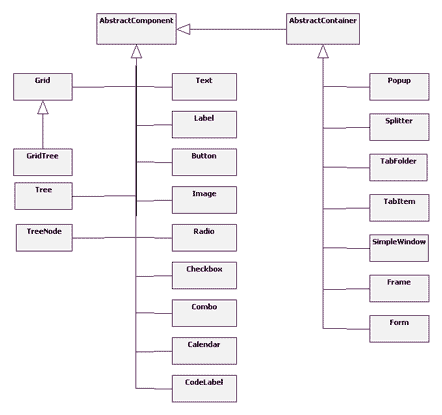
Modèle objet de Rialto.

## Description
Rialto est divisé en trois parties. 
La première partie contient l'ensemble des widgets permettant d'élaborer les IHM des applications Web. 
L'ensemble des techniques se rapportant à AJAX forme la deuxième partie. 
La troisième rassemble un ensemble de bibliothèques facilitant l'utilisation du framework Rialto : trace, debuggage avec Firebug de Firefox, internationalisation, manipulation de chaîne de caractères, de date, du DOM, le glisser-déposer, etc.
Tous les composants offrent de nombreuses options, sont ouverts aux évolutions et à la personnalisation les rendant très adaptables.  
Rialto est un framework orienté pour les applications de gestion dont la principale caractéristique est sa simplicité de mise en œuvre et d'emploi.
Rialto dispose d'un forum animé par les développeurs de Rialto où il est possible de trouver de l'aide et de faire partager son expérience.
Actuellement, Rialto est en version 0.9. 
La sortie de la version 1.0 est prévue durant le 1er trimestre 2008. Cette version sera une version plus optimisée et avec quelques nouveautés : fonctions autoresize behavior, un composant de formatage de données, etc.
Dans les versions suivantes v1.x, de nouveaux composants seront ajoutés comme  menuBar.

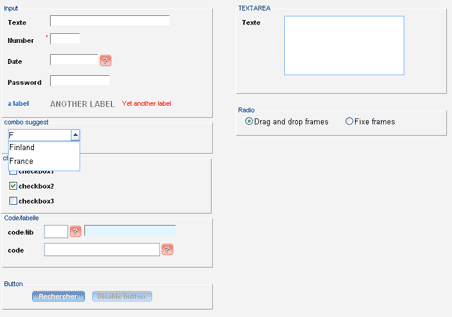
Formulaire
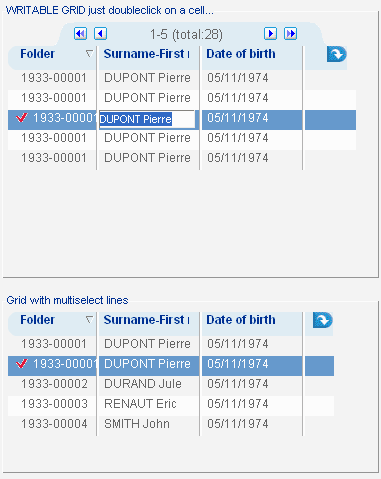
Listes
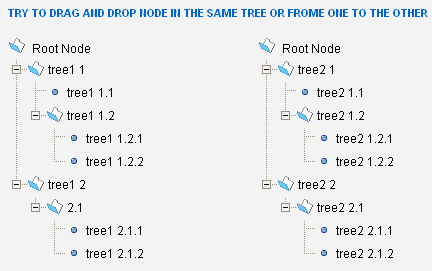
Arbres
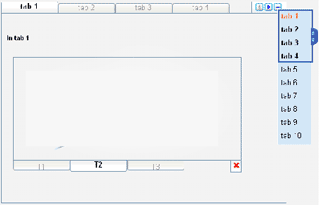
Tableaux à onglets

## Rialto studio
La mise en œuvre de Rialto se fait naturellement en écrivant des lignes en Javascript. 
Cependant, les créateurs de Rialto mettent à notre disposition un outil nous permettant de nous affranchir de cette étape souvent laborieuse. Cet outil, c'est un éditeur WYSIWYG  appelé Rialto Studio réalisé lui-même avec le framework Rialto. 
Grâce à une interface, il permet de « dessiner notre interface », de positionner les différents composants, de modifier leurs différents paramètres, etc.
Rialto Studio sauvegarde bien attendu en Javascript les écrans composés mais aussi sous format XML. 
À partir de ce format, il est possible d'obtenir l'interface définie d'autres formats qui vous sont propres PHP, JSF, JSP, etc. ou soutenus par le projet Rialto (RialtoTaglib, RialtoPHP, etc.).

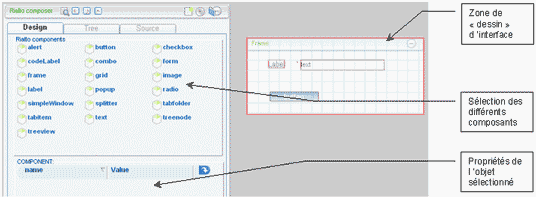
Élaboration d'une IHM grâce à Rialto Studio.

## Les sous projets Rialto
Le développement du framework Rialto en JavaScript est l'élément central du projet. Cependant, le projet Rialto regroupe plusieurs autres sous projets. Leur but est de rendre accessible le framework Rialto sous différents langages et technologies. Il y a 6 sous projets :
| RialtoGWT    | Encapsulation du Framework Rialto afin d'être utilisé avec Google Web Toolkit (GWT) |
| RialtoTaglib | Utilisation des différents composants Rialto via des balises JSP (Java Server Page) |
| RialtoJSF    | Utilisation des différents composants Rialto via JSF (Java Server Faces)            |
| RialtoPHP    | Encapsulation du Framework Rialto afin d'être utilisé avec PHP                      |
| RialtoPython | Encapsulation du Framework Rialto afin d'être utilisé avec Python                   |
| Rialto.Net   | Encapsulation du Framework Rialto afin d'être utilisé avec .Net                     |

Ainsi, il est possible à une personne experte dans une langage ou d'une technologie, ne connaissant pas le JavaScript ou bien ne voulant pas utiliser ce langage dans son application, d'utiliser  Rialto sans avoir trop à investir et d'obtenir un résultat satisfaisant rapidement.